# マンガレヴァ島
マンガレヴァ島（Mangareva）は、フランス領ポリネシアに属する島。ガンビエ諸島に属し、同諸島の主島である。人口1239人（2012年）、面積15.4km2。ガンビエ諸島のほとんどの人口はマンガレヴァ島の中心都市である南岸のリキテアに集まっている。
マンガレヴァ島は古くからこの諸島の中心であり、ポリネシア人による東のピトケアン諸島やヘンダーソン島への移民の母世界ともなったが、やがてマンガレヴァ島の衰退とともに両島との連絡は途絶え、孤立した両島はいったん無人島となった。
1834年にはマンガレヴァ島にカトリックが到来し、以降宣教師団によって積極的な布教が図られ、とくにラヴァル神父らの指導によってマンガレヴァにはリキテアの大聖堂をはじめ、教会や学校など多数の石造建築が建設された。
現在でも、英領ピトケアン諸島にアクセスするには、マンガレヴァのリキテア港から年に8便出る貨客船に乗船する必要がある。